# Consiglio FIFA
Il Consiglio FIFA, fino al 2016 denominato Comitato Esecutivo FIFA (FIFA Executive Commitee), è un istituto della FIFA, la federazione internazionale del calcio. È il principale organo decisionale dell'organizzazione e i suoi membri sono eletti dal congresso FIFA.
L'attuale presidente è Gianni Infantino dal 2016.

## Struttura
Il Consiglio è composto da un presidente, otto vicepresidenti e 28 membri, nominati dalle confederazioni e dalle associazioni. Si riunisce almeno due volte l'anno, e ogni membro, compreso il presidente, ha un mandato di quattro anni. Il loro ruolo comprende la determinazione delle date, i luoghi e il formato di tornei, nominare i delegati FIFA all'IFAB e la elezione e revoca del segretario generale. Esso è composto dai seguenti rappresentanti:
- CONMEBOL: un vicepresidente e quattro membri
- AFC : un vicepresidente e sei membri
- UEFA: tre vicepresidenti e sei membri
- CAF: un vicepresidente e sei membri
- CONCACAF: un vicepresidente e quattro membri
- OFC: un vicepresidente e due membri
- FA, SFA, FAW e IFA: un vicepresidente

## Membri
| Composizione Consiglio FIFA           | Composizione Consiglio FIFA                    | Composizione Consiglio FIFA | Composizione Consiglio FIFA | Composizione Consiglio FIFA | Composizione Consiglio FIFA |  |
| Presidente                            | Presidente                                     | Presidente                  | Presidente                  | Presidente                  | Presidente                  |  |
| ------------------------------------- | ---------------------------------------------- | --------------------------- | --------------------------- | --------------------------- | --------------------------- |  |
| Gianni Infantino /                    |                                                |                             |                             |                             |                             |  |
| Vice Presidenti                       |                                                |                             |                             |                             |                             |  |
| AFC (Asia)                            | UEFA (Europa)                                  | CAF (Africa)                | CONCACAF (Nord America)     | CONMEBOL (Sud America)      | OFC (Oceania)               |  |
| Salman Bin Ibrahim Al-Khalifa Senior  | Aleksander Čeferin Sándor Csányi Debbie Hewitt | Patrice Motsepe             | Victor Montagliani          | Alejandro Domínguez         | Lambert Maltock             |  |
| Membri                                |                                                |                             |                             |                             |                             |  |
| AFC (Asia)                            | UEFA (Europa)                                  | CAF (Africa)                | CONCACAF (Nord America)     | CONMEBOL (Sud America)      | OFC (Oceania)               |  |
| Hamad bin Khalifa Al Thani            | Evelina Christillin                            | Hany Abo Rida               | Sonia Bien-Aime             | Ramón Jesurún               | Rajesh Patel                |  |
| Yasser Al Misehal                     | Bernd Neuendorf                                | Fouzi Lekjaa                | Rodolfo Villalobos          | Maria Sol Muñoz             | Johanna Wood                |  |
| Mariano Araneta                       | Giorgos Koumas                                 | Mamoutou Touré              | Cindy Parlow Cone           | Ednaldo Rodrigues           |                             |  |
| Kanya Keomany                         | Fernando Gomes                                 | Amaju Pinnick               | Randy Harris                | Ignacio Alonso              |                             |  |
| Datuk Haji Hamidin Bin Haji Mohd Amin | Dejan Savićević                                | Mathurin de Chacus          |                             |                             |                             |  |
| Kozo Tashima                          | Răzvan Burleanu                                | Isha Johansen               |                             |                             |                             |  |
| Segretario generale                   |                                                |                             |                             |                             |                             |  |
| Mattias Grafström                     |                                                |                             |                             |                             |                             |  |

## Corruzione

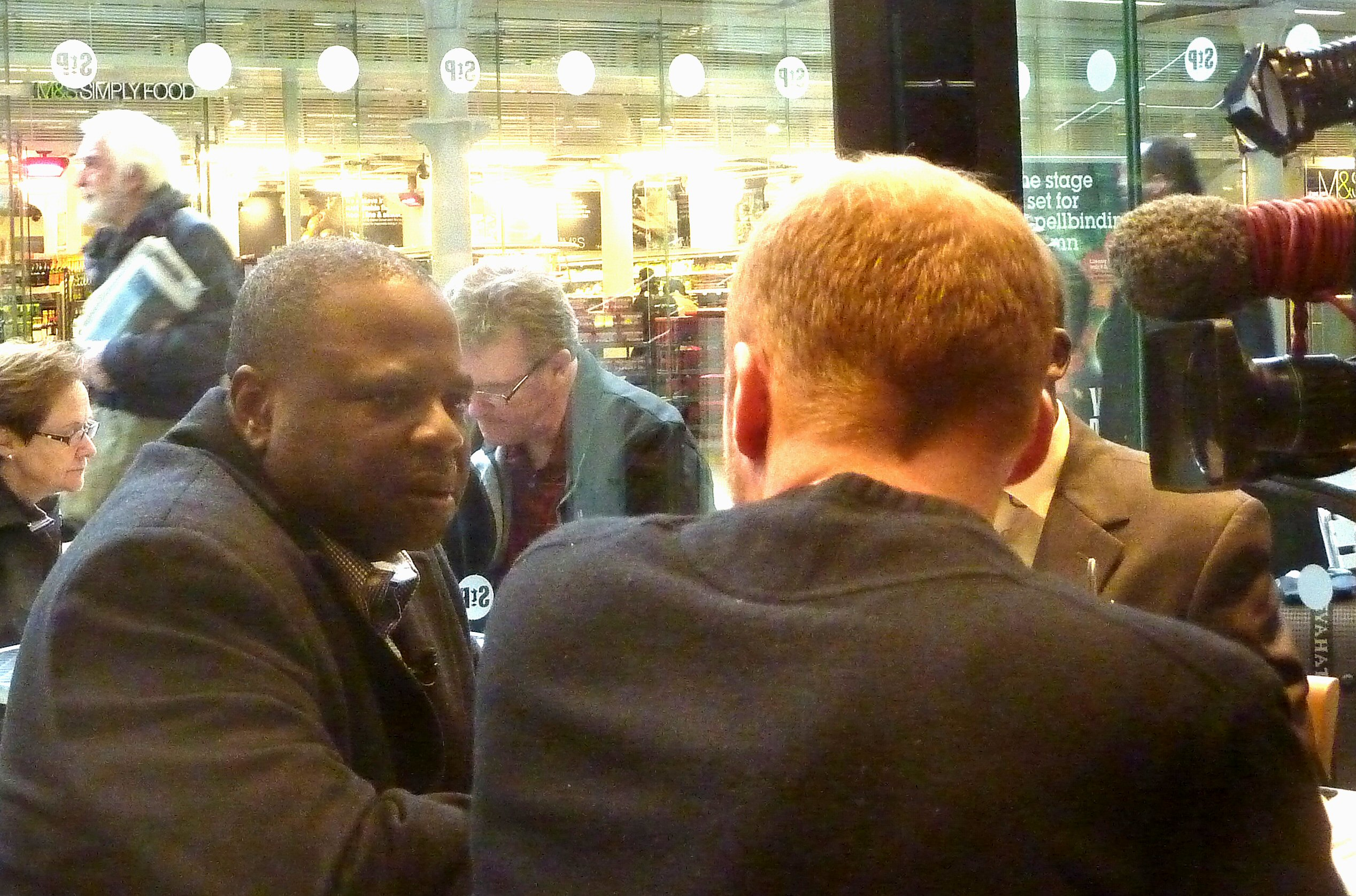
Adamu, finito nella bufera nel 2010, mentre parla con un giornalista inglese

Nel novembre 2010 due membri, Reynald Temarii e Amos Adamu, sono stati banditi rispettivamente per uno e tre anni per corruzione. Ad accusarli il Sunday Times, che aveva scoperto che entrambi avevano cercato di vendere il loro voto nella scelta della sede per i mondiali del 2018 e del 2022. In seguito il comitato passò da 24 a 22 membri.
Il 25 maggio 2011 il membro Chuck Blazer accusò Jack Warner e Mohamed bin Hammam, candidato alla presidenza della FIFA, di aver offerto tangenti ai membri della CONCACAF. Bin Hammam ha dovuto ritirare la candidatura, facendo così vincere il rivale Blatter.
Pochi giorni dopo, il 31 maggio, il decano Julio Grondona affermò, in un'intervista alla stampa tedesca, di aver sostenuto la candidatura del Qatar perché "[...] votare per gli Stati Uniti è come votare per l'Inghilterra, e ciò non va bene. Se vogliono il mio voto, devono restituirci le Falkland, che sono nostre [...]".